# طوني فرنجية
أنطوان (طوني) سليمان فرنجيّة (1 سبتمبر 1941 - 13 يونيو 1978)، سياسي لبناني. انتخب عضوًا في المجلس النيابي سنتي 1970 و1972. وهو نجل الرئيس سليمان فرنجيّة ووالد رئيس تيار المردة سليمان طوني فرنجيّة. شغل منصب وزير البرق والبريد من 25 أبريل 1973 إلى 23 مايو 1975 في 3 حكومات مختلفة ترأسها كل من أمين الحافظ وتقي الدين الصلح ورشيد الصلح وجميعها بعهد والده. أسس سنة 1969 «تيار المردة» وقادها في معارك بداية الحرب الأهلية اللبنانية ضد قوى الحركة الوطنية اللبنانية والفلسطينيين إلى جانب ميليشيات الجبهة اللبنانية الأخرى.
أدى انفصال المردة عن الجبهة إلى وقوع عدة مناوشات بين الطرفين. وفي 13 يونيو 1978 قامت وحدات تابعة لحزب الكتائب اللبنانية بالهجوم على معقله الصيفي بإهدن مما أدى إلى مقتله إلى جانب عقيلته «فيرا قرداحي» وطفلته «جيهان» وعدد من أنصاره في ما سمي بمجزرة إهدن.

## وصلات خارجية
- طوني سليمان فرنجية في موقع Ehden Family Tree